# Mykhailo Podolyak
Mykhailo Mykhailovych Podolyak (em ucraniano: Михайло Михайлович Подоляк; nascido em 16 de fevereiro de 1972) é um político, jornalista e negociador ucraniano, atuando como assessor do chefe do Gabinete do Presidente da Ucrânia.
Em 2022, ele se tornou um dos representantes da Ucrânia nas negociações de paz russo-ucranianas durante a invasão russa de 2022 à Ucrânia.

## Carreira como jornalista

### Na Bielorrússia
Nos anos 1990, Podolyak trabalhou como jornalista para vários jornais, incluindo Narodnaja Vola e Belorusskaya Delovaya Gazeta, bem como um jornal afiliado ao político pró-russo Sergei Gaidukevich. Podolyak foi criticado por membros da oposição democrática bielorrussa por uma publicação que desacreditava o ex-candidato presidencial da oposição, Alaksandar Milinkievič.
Em 2004, Podolyak foi vice-editor-chefe do jornal bielorrusso de oposição Vremya. Em junho de 2004, agentes da KGB da Bielorrússia foram até sua casa e deram a ele meia hora para recolher suas coisas. As autoridades bielorrussas acusaram Podoliak de que suas atividades "contradizem os interesses da segurança do Estado" e que os materiais contêm "fabricações difamatórias sobre a situação real no país, instigando a desestabilização da situação política na Bielorrússia".

### Na Ucrânia
Em 2005, Podolyak foi o editor-chefe do Ukrainska Hazeta. Em junho, o jornal publicou seu artigo "A Última Ceia": tratava-se do envenenamento em 2004 do então candidato presidencial Viktor Yushchenko. O material era uma investigação jornalística apresentada de forma artística.
Após isso, investigadores do Serviço de Segurança da Ucrânia (SBU, chefiado na época por Olexandr Turtchynov), foram à redação para descobrir se materiais semelhantes sobre o envenenamento de Yushchenko ainda seriam publicados no jornal. Além disso, a Procuradoria-Geral convocou Podolyak para interrogatório como testemunha no caso de envenenamento. Segundo o próprio Podolyak, durante as 4 horas de interrogatório, ele foi principalmente questionado sobre as fontes de informação, que ele se recusou a revelar. Os agentes da lei também tentaram descobrir quem pagou pela publicação de tal artigo. Podolyak afirma que não houve contratante, mas devido à pressão, a publicação não conseguiu publicar a segunda parte da investigação.
Em 2006, Podolyak começou a trabalhar com a publicação ucraniana na internet Obozrevatel como freelancer. Ao mesmo tempo, ele se tornou conselheiro do proprietário da publicação, presidente do Comitê Estatal de Política Regulatória e Empreendedorismo, Mykhailo Brodskyy. Em dezembro de 2011, Podoliak se tornou o editor-chefe do Obozrevatel.

## Carreira como político
Em abril de 2020, Podolyak tornou-se conselheiro do chefe do Gabinete do Presidente da Ucrânia, Andriy Yermak, e um "gerente anticrise" do Gabinete. Ele controla toda a política de informação do Gabinete do Presidente e aconselha diretamente Volodymyr Zelensky. Além disso, ele prepara os ministros do governo ucraniano para aparições na mídia, de modo que suas teses estejam coordenadas com o conteúdo promovido pelo presidente.

### Invasão da Ucrânia pela Rússia em 2022
Em 25 de fevereiro, quando a invasão da Ucrânia pela Rússia começou, Podolyak e o primeiro-ministro Denys Shmyhal informaram a imprensa.
Após a descoberta de crimes de guerra russos em Bucha em abril de 2022, Podolyak estava preocupado que o incidente complicasse as discussões de cessar-fogo com a Rússia.
Em 22 de maio de 2022, depois que a Rússia capturou a siderúrgica Azovstal e assumiu o controle total de Mariupol, Podolyak descartou negociações de cessar-fogo com a Rússia e não aceitaria nenhum acordo que cedesse territórios à Rússia. Cerca de 20 mil pessoas foram mortas em Mariupol desde o início da invasão russa.
Em 9 de junho de 2022, Podolyak afirmou à BBC que "entre 100 e 200 soldados ucranianos estão sendo mortos na linha de frente todos os dias".
Em 17 de junho de 2022, Podolyak foi entrevistado pela France24 após a visita de Emmanuel Macron, Olaf Scholz, Mario Draghi e Klaus Iohannis a Kiev e Irpin. Ele enfatizou que a Ucrânia poderia vencer a guerra em três a seis meses se obtivesse armas pesadas.
Em 9 de agosto de 2022, Podolyak disse à BBC: "Em resumo, na minha opinião, é impossível [voltar ao acordo de Istambul de março de 2022]. O contexto emocional na Ucrânia mudou muito, muito. Vimos muitos crimes de guerra ao vivo. A sociedade ucraniana provavelmente não concordará porque entenderá que, se a Rússia não tem responsabilidade por esses crimes, eles continuarão de uma forma ou de outra no território da Ucrânia. Portanto, o comunicado proposto em Istambul deve passar por uma certa atualização." No mesmo dia, ele disse que havia deduzido a estratégia de negociação de guerra de Putin.
Em 10 de agosto de 2022, o jornal espanhol El País obteve um comentário de Podolyak em uma entrevista, no qual ele afirmou que, se um único ponto de conflito com a Rússia permanecer, será uma guerra inacabada.
Em uma entrevista detalhada ao The Guardian em 16 de agosto de 2022, Podolyak disse que o objetivo atual dos ucranianos era "criar caos com as forças russas", visando especificamente as linhas de abastecimento e a Crimeia. Segundo ele, "não há perspectiva de a Rússia negociar seriamente até sofrer uma derrota no campo de batalha". Ele acrescentou que as táticas dos oponentes diferem: "uma contraofensiva ucraniana parece muito diferente. Não usamos as táticas dos anos 60 e 70, do último século". Em vez disso, "atacando as linhas de abastecimento dos invasores profundamente nos territórios ocupados... a estratégia é destruir a logística, as linhas de abastecimento, os depósitos de munição e outros objetos de infraestrutura militar".
Em 19 de agosto, uma fonte ucraniana citou Podolyak da seguinte forma: "Negociações com a Rússia são um jogo de roleta russa com um cilindro cheio e um final fatal para todos. Isso é uma continuação da guerra, do terror e da chantagem criminosa".
Em agosto de 2022, quando a companhia aérea Wizz Air, sediada na Hungria, anunciou que retomaria os voos entre Moscou e Abu Dhabi no meio da invasão russa de seu vizinho, Podolyak twittou: "Os cínicos da Wizz Air decidiram que o sangue dos ucranianos não tem cheiro, mas os rublos russos dos voos de Moscou têm um cheiro agradável. Logo eles perceberam que apoiar bárbaros não se trata de lucro, mas de reputação destruída."
Em 24 de agosto de 2022, a Ucrânia celebrou seu 31.º aniversário e marcou o sexto mês desde o início da invasão. Podolyak rejeitou uma mensagem "parabenizatória" de Aleksandr Lukashenko, o presidente da Bielorrússia. Podolyak chamou a mensagem de Lukashenko de cínica e desonesta, dada a pesada participação da Bielorrússia nos ataques à Ucrânia, e afirmou que "esse palhaço ensanguentado está registrado e terá consequências".

#### 2023
Em março de 2023, ele rejeitou o plano de paz chinês, afirmando que "um dos pontos fala sobre a inviolabilidade da soberania e integridade territorial, e o outro sobre a necessidade de um cessar-fogo imediato, o que significa a transferência dos territórios ocupados para a Rússia: mas isso é uma contradição absoluta".
Em 5 de abril de 2023, Podolyak declarou que a Ucrânia deveria "fechar completamente tudo relacionado ao espaço cultural russo" na Crimeia e defendeu a deportação de sua população de língua russa.

## Reconhecimento
Em dezembro de 2020, Podolyak ocupava o terceiro lugar em uma classificação das 100 personalidades ucranianas mais influentes, de acordo com a revista Focus.